# Caiyuan (köpinghuvudort i Kina, Jilin Sheng, lat 41,34, long 125,71)
Caiyuan är en köpinghuvudort i Kina. Den ligger i provinsen Jilin, i den nordöstra delen av landet, omkring 290 kilometer söder om provinshuvudstaden Changchun. Antalet invånare är 16 642. Befolkningen består av 8 062 kvinnor och 8 580 män. Barn under 15 år utgör 11,0 %, vuxna 15-64 år 79 %, och äldre över 65 år 9,0 %.
Runt Caiyuan är det ganska tätbefolkat, med 60 invånare per kvadratkilometer. Caiyuan är det största samhället i trakten. I omgivningarna runt Caiyuan växer i huvudsak blandskog.
Genomsnittlig årsnederbörd är 1 244 millimeter. Den regnigaste månaden är juli, med i genomsnitt 394 mm nederbörd, och den torraste är januari, med 9 mm nederbörd.